# Château de la Fenardière
Le Château de la Fenardière est un château français situé à Saint-Berthevin, dans le département de la Mayenne et la région des Pays de la Loire.  

## Désignation
- La Fouynardière, 1511 (Archives départementales de Maine-et-Loire, E. 2.755).
- La Fesnardière, 1604.
- ferme, Carte de Cassini.

## Histoire
Il s'agissait d'un fief mouvant de Thubœuf.. 

## Sources et bibliographie
- « Château de la Fenardière », dans Alphonse-Victor Angot et Ferdinand Gaugain, Dictionnaire historique, topographique et biographique de la Mayenne, Laval, A. Goupil, 1900-1910 [détail des éditions] (BNF 34106789, présentation en ligne)